# Zimowe Igrzyska Olimpijskie 1940
Zimowe igrzyska olimpijskie w roku 1940 nie odbyły się z powodu II wojny światowej.
Początkowo na miejsce igrzysk, podczas 36. sesji Międzynarodowego Komitetu Olimpijskiego w Warszawie, wybrano miasto Sapporo w Japonii. Po wybuchu wojny chińsko-japońskiej, Chiny złożyły w MKOlu sprzeciw wobec goszczenia igrzysk przez Japonię, jednakże 16 marca 1938 MKOl potwierdził status Sapporo jako gospodarza. 15 lipca 1938 Japonia zrezygnowała z organizacji igrzysk. Jako przyczyna rezygnacji Japonii z organizacji igrzysk wymieniana jest wojna z Chinami, jednakże według Josepha R. Svintha to wdanie się w konflikt ze Związkiem Radzieckim spowodowało, że „japoński rząd spanikował” i postanowił wycofać się z organizacji igrzysk. Na miejsce igrzysk wybrano więc Sankt Moritz w Szwajcarii. Jednak z powodu nieporozumień pomiędzy Szwajcarią i MKOl zdecydowano się powierzyć organizację igrzysk ponownie Garmisch-Partenkirchen w Niemczech. Igrzyska miały odbyć się w dniach 2–11 lutego 1940.
Z powodu wybuchu w dniu 1 września II wojny światowej, na początku listopada 1939 roku igrzyska odwołano.